# Софія Роструп
Софія Роструп, до шлюбу Якобсен (дан. Sofie Rostrup; 7 серпня 1857, Сьондергольм — 25 січня 1940, Копенгаген) — данська ентомологиня. Зробила значний внесок у вивчення сільськогосподарських шкідників Данії та розробку методів боротьби з ними. Авторка монографії-бестселлера «Комахи та інші сільськогосподарські шкідники» (дан. Vort Landbrugs Skadedyr blandt Insekter og andre lavere Dyr), заснованої на її власних іноваційних польових дослідженнях. Перша жінка в Данії, яка здобула магістерський ступінь. 

## Життєпис
Софія Якобсен народилася 7 серпня 1857 року в Сьондергольмі поблизу Нібе. Її батьками були парафіяльний священик Фредерік Теодор Якобсен і його дружина Поліна Елізабет Катрін, до шлюбу Бліхер, яка походила з роду відомого данського поета Стена Стенсена Бліхера. Батько навчав її латини і грецької, і вона проявляла великі здібності до навчання, особливо цікавлячись природознавством.
Софія спочатку навчалася на вчительку, здавши відповідні іспити 1879 року, а потім 1884 року вступила до університету, де вибрала як спеціальність біологію. Найбільше її приваблювала ентомологія, якою вона займалася під керівництвом видатного ентомолога Йоргена Ск'йотте. 1889 року вона закінчила університет, ставши першою жінкою в Данії, яка здобула ступінь магістра.
1885 року Софія Якобсен одружилася з зоологрм Гансом Гансеном, сім років потому подружжя розлучилося. 1892 року Якобсен одружилася з Ове Рострупом, сином ботаніка Еміля Рострупа. Під впливом тестя, фахівця з сільськогосподарських культур і їх хвороб, вона почала цікавитися прикладною сільськогосподарською ентомологією. За його допомоги і за деякої підтримки від держави Софія Роструп провела біля 1896 року масштабне дослідження шкідників сільськогосподарських культур. Подорожуючи країною поїздом і велосипедом, вона спілкувалася з фермерами і селянами, вивчаючи їхній досвід і даючи їм, у свою чергу, практичні поради. Подібна безпосередня співпраця між академічною науковицею і практиками не мала прецедентів у Данії.
На початку XX століття, частково внаслідок нашестя комах-шкідників 1905 року, працівники сільського господарства в Данії повною мірою усвідомили серйозність проблеми і важливість досліджень у цьому напрямку. 1907 року створено експериментальну біостанцію для вивчення патологій рослин; до роботи на ній залучалися консультанти-зоологи та мікологи. 1919 року Софія Роструп очолила зоологічну секцію організації і залишалася на цій посаді аж до виходу на пенсію 1927 року.
Протягом 30 років Роструп опублікувала близько 50 наукових статей, а також низку популярних статей і інформаційних брошур. Головною її працею стала монографія «Комахи та інші сільськогосподарські шкідники» (дан. Vort Landbrugs Skadedyr blandt Insekter og andre lavere Dyr), заснована на її власних польових дослідженнях. Ілюстрована книга містила докладні описи різних шкідників і поради щодо боротьби з ними. Книгу багато разів перевидано в Данії, а 1931 року перекладено німецькою, що принесло Софії Роструп міжнародну популярність.
1927 року Софію Роструп нагороджено золотою медаллю «За заслуги». Того ж року вона отримала престижну данську премію для жінок Tagea Brandts Rejselegat. 1928 року Стокгольмське ентомологічне товариство обрало її почесною членкинею.
Софія Роструп померла в Копенгагені 25 січня 1940 року.